# Sloe Gin
A Sloe Gin az amerikai gitáros, Joe Bonamassa hatodik nagylemeze, amelyet 2007. augusztus 21-én adott ki a J&R Adventures Records.

## Számok
Az összes számot Joe Bonamassa írta, a kivételek fel vannak tüntetve:
1. Ball Peen Hammer - 3:27 (Chris Whitley)
2. One of These Days - 5:40 (Bonamassa)
3. Seagull - 3:49 (Mick Ralphs/Paul Rodgers)
4. Dirt in My Pocket - 4:54 (Bonamassa/Jim Huff)
5. Sloe Gin - 8:13 (Bob Ezrin/Michael Kamen)
6. Another Kind of Love - 3:10 (John Mayall)
7. Around the Bend - 5:15 (Bonamassa/Will Jennings)
8. Around the Bend - 4:22 (Charles Brown)
9. Jelly Roll - 2:12 (John Martyn)
10. Richmond - 4:31 (Bonamassa/Mike Himelstein)
11. India - 3:19 (Bonamassa/Rick Melick)

## Közreműködtek
- Joe Bonamassa - gitár, ének
- Anton Fig
- Carmine Rojas - basszusgitár
- Rick Melick - billentyűs hangszerek
- Bogie Bowles - dob

## Külső hivatkozások
- Hivatalos oldal (angolul)